# Sendim (Tabuaço)
Sendim é uma vila portuguesa sede da Freguesia de Sendim do Município de Tabuaço, freguesia com 21,75 km² de área e 675 habitantes (censo de 2021), tendo, assim uma densidade populacional de 31 hab./km².
Foi vila e sede de concelho entre 1250 e 1836. Este era constituído apenas pela freguesia da sede e tinha, em 1801, 1 156 habitantes. Voltou a ter categoria de vila em 12 de julho de 2001.
Tem por orago Nossa Senhora do Pranto.

## Demografia
A população registada nos censos foi:
| Distribuição da População por Grupos Etários | Distribuição da População por Grupos Etários | Distribuição da População por Grupos Etários | Distribuição da População por Grupos Etários | Distribuição da População por Grupos Etários |
| -------------------------------------------- | -------------------------------------------- | -------------------------------------------- | -------------------------------------------- | -------------------------------------------- |
| Ano                                          | 0-14 Anos                                    | 15-24 Anos                                   | 25-64 Anos                                   | > 65 Anos                                    |
| 2001                                         | 119                                          | 129                                          | 386                                          | 233                                          |
| 2011                                         | 60                                           | 72                                           | 325                                          | 248                                          |
| 2021                                         | 40                                           | 51                                           | 296                                          | 288                                          |

## Património
- Igreja Matriz de Sendim / Igreja de Nossa Senhora do Pranto
- Capela de Nossa Senhora do Bom Despacho
- Capela de Nossa Senhora da Nazaré
- Capela de Santa Bárbara
- Capela de Santa Luzia, no caminho para Arcos
- Capela de Santo Ovídio
- Capela de São Miguel, sita no Lugar do Paço
- Nicho do Senhor das Preces
- Antigo Passal / Residência paroquial de Sendim
- Via-sacra e calvário de Sendim
- Cruzeiro de Sendim
- Cruzeiro dos Centenários de Sendim, sito no Largo do Mercado
- Marco da Universidade de Coimbra
- Antigo Tribunal de Sendim
- Antiga Prisão de Sendim
- Forno do Povo, sito no Lugar do Paço
- Fonte de Sendim
- Fonte do Polameiro
- Fonte de Santo António, sita no Lugar do Paço
- Fonte de São Miguel, sita no Lugar do Paço
- Solar dos Guedes
- Solar dos Gouveias Couraças, sito no Lugar do Paço
- Paço do Bispo, ou dos Regos, sito no Lugar do Paço
- Paço dos Távoras (Gouveias/Santos)
- Casa brasonada dos Mendonças
- Casa brasonada dos Soeiros
- Casa de Átrio, sita no Lugar de Paço
- Pelourinho de Sendim classificado como Imóvel de Interesse Público, pelo Decreto n.º 23122, de 11 de outubro de 1933
- Quinta do Jardim / Quinta do Bom Jardim (Antiga Quinta do Belo Jardim), sita no Lugar de Aldeia
- Quinta do Rato, sita no Lugar de Aldeia
- Quinta do Pereiro
- Quinta do Casal
- Quinta de Valbom

## Arqueologia
- Povoado do Cabeço de São João
- Povoado Calcolítico do Monte Verde
- Vico romano do Fontelo
- Templete romano: Altar de São João
- Casal romano da Senhora do Bom Despacho
- Troço de via romana de Vale de Vila/Sendim (Santo Ovídio)
- Lagar romano/medieval do Fontelo
- Lagar romano/medieval da Quinta de São Martinho
- Lagar romano/medieval de Vale de Vila
- Lagar romano/medieval dos Arames
- Lagar romano/medieval de Lampaz
- Necrópole medieval da Igreja de Santa Maria de Sendim
- Necrópole medieval de Vale de Vila
- Sepultura da Quinta de São Martinho